# Mauc
Mauc ist eine osttimoresische Aldeia im Suco Manleuana (Verwaltungsamt Dom Aleixo, Gemeinde Dili). 2015 lebten in der Aldeia 434 Menschen.

## Geographie
Mauc liegt im Nordosten des Sucos Manleuana. Nordwestlich befindet sich die Aldeia Mane Mesac und südlich die Aldeia Manleu-Ana. Im Osten grenzt Mauc an den Suco Bairro Pite. Die Bebauung beschränkt sich weitgehend auf den Südwesten der Aldeia. Der Hang im Nordosten ist nahezu unbesiedelt.